# 原子弹
原子弹，又称裂变弹，是利用铀、钚等可裂变物质的核裂变链式反应释放巨大能量而制成的爆炸裝置，為核子武器的其中一種。原子弹主要由核装药、反射层、引信等部件组成，分为枪式原子弹和收聚式原子弹两种类型，其破坏力主要来源于强烈的光辐射、冲击波、核辐射等效应。
原子弹的研发始于20世纪30年代后期，于二战期间由美国通过曼哈顿工程率先研制成功，并于1945年8月在广岛和长崎投下两枚原子弹。随后苏联等国相继试爆自制的原子弹。时至今日，全球已有9个国家拥有原子弹一类的核武器。

## 發展史
早在1938年年底，德国科学家奥托·哈恩和弗里茨·施特拉斯曼发现核裂变现象，此現象也被刊登於科學雜誌上。至1939年9月，科學界普遍同意製成原子彈的可能性，唯技術細節尚未明朗。除了德國外，當時研究原子彈的國家另有法國、美國、蘇聯、英國和日本。德國因為汉堡大学的教授向德国军方进言的要求而研发核武器。1939年9月26日，德国军备规划局制定了铀规划，并着手开始进行对核武器的研制，以维尔纳·海森堡為首組成特別小組。接著在1940年於德國佔領的挪威設立由法本公司管理的重水製造廠以大量生產重水來製造鈽，也研究著如何分離鈾-235。1941年尾，由於德國進攻蘇聯的作戰沒有達到期望的結果，戰爭轉為長期，絕大多數的資源被移到急需的坦克和飛機上，並得到了「3年內無法將原子彈實用化」的結論。1942年初，德國取消了研究計畫，雖然研究小組仍持續在工作並建造了數座小型實驗用核反應爐，但納粹德國的核武研究計畫就停留於理論上，已無有系統的生產計畫。雖然後來生產鈽的挪威工廠被英國突擊隊摧毀，但實質上對德國核武開發沒有決定性影響。
与此同时，日本也正筹划他们的核武器研制计划。1941年5月，日本陆军大臣东条英机批准了空军科技署的“制造铀弹报告”，近百名科学家在仁科芳雄的带领下开始执行“仁方案”。而此时，日本的核计划却遇到阻力。由于国内缺乏可供研究的“铀”，且由於各大研究所並未合作而使得資源分散、進度緩慢。日本的核计划在1943年初就宣告終止，原因是日本估計即使是進行單一的鈾分離工程也必須消耗全國10％的電力、半年的銅產量和十年的時間完成其必要設施，代價過於龐大。但研究人員仍持續在工作，1945年5月，德国U-234潜艇因德国战败，在大西洋上浮，向盟国投降，所载运往日本的540kg氧化铀235被美军秘密截获并被用于曼哈顿计划，并可能成为以铀235为燃料的小男孩原子弹的材料来源；美国对外宣称，其于马六甲被美舰击沉；日本之後也因為盟軍越來越頻繁的轟炸，研究工作一直受阻，核武發展直到戰爭結束都未脫離理論階段。
1939年，美國科学家利奥·西拉德担心德国制造出核武器，希望美国政府能够先行研制出，但是当他找到一些官员时，他们认为只是天方夜谭，最终他只得找到阿尔伯特·爱因斯坦。1939年8月2日，在爱因斯坦与其他几名科学家一同致信美国总统富兰克林·德拉诺·罗斯福，建议美国政府务必在纳粹德国發明之前，研發出核武器。小罗斯福并没有对此表示重视，而负责转交信件的小罗斯福的科学顾问亚历山大·萨克斯担负起了说服小罗斯福的责任，他引用了一个著名的例子：当年拿破仑没有采取富尔顿蒸汽船的建议，使其没有建立起强大的海军，最终不敌英国海军。小罗斯福被萨克斯说服，决定研制核武器。
1939年10月19日，小罗斯福正式签署了研制原子弹的文件，两日后，美国成立了“研究原子武器的委员会”，代号为S-11。1942年6月，美国原子弹研制计划正式开始，由于总部设在美国纽约的曼哈顿区，所以此项计划又被稱为“曼哈顿计划”。同月，小罗斯福与英国首相丘吉尔在华盛顿会晤，两国决定联合研制原子弹，即把英国原有的“合金管”计划融入到“曼哈顿计划”中。而此前逃亡到英国的一些法国科学家此时也加入到原子弹研究中。1942年，洛斯阿拉莫斯实验室在新墨西哥州一望无际的沙漠上建立了起来。
1945年7月初，美国终于研制出了三枚原子弹，他们立即准备着手实验。当得知要进行原子弹实验时，美国总统杜鲁门推迟了波茨坦会议时间，因为其希望该武器能够在波茨坦会议期间爆炸，以提高美国的国际地位。7月15日，杜鲁门到达波茨坦。7月16日5时29分45秒，历史上的首枚原子弹在阿拉莫戈多沙漠上爆炸。
1945年7月30日，美英中三国在波茨坦向日本发出最后通牒，日本于同日拒绝接受。1945年8月6日早上8點15分，艾诺拉·盖号在广岛上空投下人类历史上第一枚用于战争的槍式原子弹小男孩，造成广岛十万多居民死亡。1945年8月9日，B-29轰炸机大貨櫃在长崎上空投下收聚式原子彈胖子，导致长崎市近四万人直接死亡，总计十四万人员死伤。美国投向广岛和长崎的两颗原子弹都是从提尼安岛装载起飞的。现在岛上留有当时安放原子弹的铁架等遗迹。
第二次世界大战结束後，苏联得知美国成功研制原子弹后，根据谍报立即展开制造原子弹的紧急计划，并于1949年试爆第一枚原子弹。英国在参考曼哈顿计划的情况下，于1952年试爆了自己的原子弹。1960年，法国试爆原子弹成功。中华人民共和国在原子弹制造初期获得少量苏联援助，后来在旅美归来的邓稼先带领下，于1959年6月开始研制核武器，1962年成功，于1964年引爆了自己的原子弹。1974年，印度引爆了自己的原子弹，而巴基斯坦也于1997年试爆了自己的核武器。至2017年为止，朝鲜则于2006年10月，2009年5月，2013年2月，2016年1月和9月共进行了五次核试验。

## 原理
原子弹是利用铀和鈈等较容易裂变的重原子核在核裂变瞬间可以发出巨大能量的原理而发生爆炸的。
铀-235和钚-239此类重原子核在中子的轰击后，通常会分裂变成两个中等质量的核，同时再放出2到3个中子和200百万电子伏特的能量。在裂变中放出的中子，一些在裂变系统中损耗了，而一些则继续进行重核裂变反应。只要在每一次的核裂变中所裂变出的中子数平均多余一个，那么核裂变即可以继续进行，一次一次的反应后，裂变出的中子总数以指数形式增长，而产生的能量也随之剧增。如果不加控制，最终，这个裂变系统会变为一个剧烈的链式裂变反应。
在此类重核裂变反应中，系统可以在极短的时间内释放出大量的能量。当下一代中子数定位两个时，在不到一微秒的时间内，一千克的铀或鈈中会有{\displaystyle 2.5\times 10}24个原子核发生裂变反应，而就在这不到一微秒的时间内，此反应所产生出能量相当于2万吨TNT当量。这也是原子弹那极具破坏性威力的来源。
而在原子弹的实际使用及爆炸中，需要提高爆炸的威力，为了利用快中子裂变体系，需要使用高浓度的裂变物质作为装药，同时装药量必须远远超过临界质量，使得中子的增值系数远远大于一。

## 结构
原子弹是由引爆控制系统，高能炸药，反射层，含有核装料的核部件，中子源及弹壳所组成。高能炸药是推动和压缩反射层以及核装料的能量来源。反射层一般由铍或铀-238组成，其作用为反射链式反应中射出反应系统的中子，使其回到反应过程中继续参与链式反应。铀-238不止可以反射中子，因为其密度较大，還可以减缓核装料在释放能量过程中的膨胀，使得链式反应可以维持较长时间。核装药为原子弹引爆的主体，只有它的质量達到即發临界，原子弹才會发生爆炸。

## 类型
根据原子弹的引发机制的不同，原子弹可分为“枪式”和“收聚式（内爆式）”两种。现代原子弹通常综合了这两种结构的特点，以提高核装药的利用率和增强破坏力。

原子弹的两种引发装置

### 枪式
枪式原子弹内，两块皆小于临界体积的半球形的裂變物质分开一定距离放置，中子源置于两瓣裂物质中间。在核装药的球面上包裹了一层反射中子的材料（反射中子，提高链式反应效率），而中子反射层外是高速炸药、传爆药以及雷管。雷管再与起爆器相连，起爆器能够自动地起爆炸药。
在起爆原子弹时，两块半球形裂变物质在炸药的轰击下迅速压缩为一个扁球形，即刻即达到超临界状态。中子源此时释放出大量的中子参与到链式反应中，使得裂变物质在极短的时间内释放出巨大的能量，最终使得原子弹起爆。

### 內爆式
內爆式原子弹与枪式原子弹不同，普通的烈性炸药被制成環形装置，并且把小于临界質量的裂變物質放置於鉢層当中。
炸药起爆时，核装药小球被迅速压紧超过临界体积并起爆原子弹，內爆式原子弹的结构较为复杂，但是装药利用率高，破坏性大。

## 效應
原子彈的破壞力和殺傷破壞方式主要有光輻射、衝擊波、早期核輻射、電磁脈衝及放射性沾染等。在原子彈引爆後，核爆過程會釋放出強烈的輻射光。1枚當量在2萬噸左右的原子彈當在空中爆炸後，距離爆炸核心7000公尺的地方人會受到比陽光強13倍的光輻射的照射。而在2800公尺範圍內，光輻射會使人迅速致盲，且皮膚會因為光輻射照射而大面積灼傷潰爛，一些物體也會燃燒。核爆會產生出一種巨大的氣流超壓。一枚三萬噸當量的原子彈爆炸後，在離爆炸核心800公尺處，衝擊波會以每秒200公尺的速度襲捲一切。在原子彈最初起爆的幾十秒鐘內，核爆會釋放出中子流和γ射線。一枚兩萬噸當量的原子彈爆炸時，離它1100公尺以內的人員單位會受到射線和中子流的嚴重殺傷。核爆會制造出電磁脈衝，而電磁脈衝的電場強度可達1萬至10萬伏特，完全可以摧毀起爆點周圍的一切電子設備。隨著蕈狀雲的飄散會有大量的放射性粉塵飄落到地面，會對人體造成照射或皮膚灼傷，嚴重者最終導致死亡。

## 外部連結
- Nuclear Weapon Archive from Carey Sublette is a reliable source of information and has links to other sources and an informative FAQ.
- The Federation of American Scientists（页面存档备份，存于） provide solid information on weapons of mass destruction, including nuclear weaponsand their（页面存档备份，存于）
- Alsos Digital Library for Nuclear Issues（页面存档备份，存于） – contains many resources related to nuclear weapons, including a historical and technical overview and searchable bibliography of web and print resources.
- Video archive of US, Soviet, UK, Chinese and French Nuclear Weapon Testing Archive.today的存檔，存档日期2012-12-05 at sonicbomb.com
- The National Museum of Nuclear Science & History (United States)（页面存档备份，存于） – located in Albuquerque, New Mexico; a Smithsonian Affiliate Museum
- Nuclear Emergency and Radiation Resources（页面存档备份，存于）
- The Manhattan Project: Making the Atomic Bomb at AtomicArchive.com
- Los Alamos National Laboratory: History（页面存档备份，存于） (U.S. nuclear history)
- Race for the Superbomb（页面存档备份，存于）, PBS website on the history of the H-bomb
- Recordings of recollections of the victims of Hiroshima and Nagasaki （页面存档备份，存于）
- The Woodrow Wilson Center's Nuclear Proliferation International History Project or NPIHP is a global network of individuals and institutions engaged in the study of international nuclear history through archival documents, oral history interviews and other empirical sources.
- NUKEMAP3D（页面存档备份，存于） – a 3D nuclear weapons effects simulator powered by Google Maps.